# Brodski Drenovac
Brodski Drenovac (dawniej Drenovac i Drenovac Brodski) – wieś w Chorwacji, w żupanii pożedzko-slawońskiej, w mieście Pleternica. W 2011 roku liczyła 686 mieszkańców.
Miejscowość położona jest w Slawonii, na zboczach Dilju i w dolinie Orljavy, 11 km na południowy zachód od Pleternicy.
Miejscowa gospodarka opiera się na rolnictwie.